# Kent Persson (moderat)
Kent Fredrik Persson, född 3 mars 1971 i Ekeby församling, Örebro län, är en svensk politiker som från april 2012  till januari 2015 var partisekreterare för Moderaterna. 
2011-12 var Persson oppositionsråd i Örebro kommun och dessförinnan oppositionsråd i Örebro läns landsting. 2011 blev han ledamot av Moderaternas partistyrelse. Han var länsförbundsordförande för Moderaterna i Örebro län fram till dess att han 2012 efterträdde Sofia Arkelsten som partisekreterare. Vid Moderaternas partistämma i januari 2015 lämnade Persson uppdraget som partisekreterare och efterträddes av Tomas Tobé.
Kent Persson är gift och har två barn.